# Turbuly Lilla
Turbuly Lilla (Nova, 1965. február 24. –) magyar költő, író, kritikus.
1988-ban végzett az ELTE Állam- és Jogtudományi Karán. 1990-ben a BTK magyar szakán szerzett diplomát. 2008-ig jogászként dolgozott, illetve tanított, 2008-tól szabadfoglalkozású író és kritikus.

## Írói pályafutása
Első novellája 1979-ben jelent meg a Kincskeresőben. Az 1990-es években több novellát és tárcát publikált, részben saját nevén, részben Novai Ágnes néven (Nők Lapja, Élet és Irodalom, Magyar Nemzet, Zalai Hírlap). 2001-től jelentek meg versei, főleg a Holmiban és a Parnasszusban. Arról, ami elmúlik c. versét az MTV bemutatta a Verssor az utcazajban sorozatban. 2006-ban első helyezést ért el a Nők Lapja és a Révai Digitális Kiadó regénypályázatán, első regénye, az Eltévedt hold még ebben az évben megjelent. 2007-ben újabb regényt publikált Üveghold címmel. 2008-ban Szélrosta című verseskötetét a Parnasszus Kiadó jelentette meg, gyermekversei pedig ugyanebben az évben Titkosírás címmel az Artemisz Kiadónál láttak napvilágot. 2011-ben Kosársuli címmel ifjúsági regénye jelent meg a Móra Kiadó Pöttyös Könyvek sorozatában. Folytatása 2014-ben jelent meg, Viszlát, kosársuli! címmel.
2013-ban Aranyvackor-díjat kapott Talált szív című mesekönyvére, amit a Manó Könyvek jelentetett meg, Horváth Ildi illusztrációival. A mesekönyvből színdarab is készült, amelyet 2014-ben mutatott be a Ciróka Bábszínház Kolozsi Angéla rendezésében. 2016-ban Nekünk nyolc?! címmel mutatták be ifjúsági színdarabját a zalaegerszegi Hevesi Sándor Színházban. További mesekönyve: Locsolókannából elefánt (Manó Könyvek, 2015)
Válogatott és új versei 2018-ban jelentek meg Alkonykapcsoló címmel.
Tagja a Szépírók Társaságának és a Színházi Kritikusok Céhének. 2018 és 2022 között az utóbbi szervezet elnöki tisztét is betöltötte.
Irodalmi és színikritikákat is ír, többek között az Art7, Criticai Lapok, Kútszéli Stílus, Pannon Tükör, Prae, Színház, Tánckritika című lapoknak.

## Művei
- Eltévedt hold; regény, Révai Digitális, Budapest, 2006
- Üveghold; regény, Artemisz, Sopron, 2007
- Titkosírás; gyerekversek, Turbuly Lilla, kép Lakner Zsuzsa; Artemisz, Sopron, 2008
- Szélrosta; versek, Tipp Cult, Budapest, 2008 (Parnasszus könyvek. Új vizeken)
- Kosársuli; ifjúsági regény, Móra, Budapest, 2011 (Pöttyös könyvek)
- Talált szív; mesekönyv, Manó Könyvek, Budapest, 2013
- Viszlát, kosársuli!; ifjúsági regény, Móra, Budapest, 2014 (Pöttyös könyvek)
- Locsolókannából elefánt. mesekönyv, Pepe ovis meséi; Manó Könyvek, Budapest, 2015
- Alkonykapcsoló. Válogatott és új versek; Prae.hu, Budapest, 2018
- A Károlyi-kert nyuszija, mesekönyv, Manó könyvek, Budapest, 2020
- Az Alaszkai-öböl, novellák, Prae Kiadó, Budapest, 2020
- Pestre (f)el! ifjúsági regény, Móra, Budapest, 2022
- Kész cirkusz! Titti és Milla a porondon; Móra, Budapest, 2024 (#BFF)

## Színdarabok
- Talált szív (Bemutató: Ciróka Bábszínház, 2014, rendezte: Kolozsi Angéla)
- Nekünk nyolc?! (Bemutató: Hevesi Sándor Színház 2016, rendezte: Naszlady Éva)
- Nyúl Karcsi a Vizslaparkban (Bemutató: Griff Bábszínház, 2019, rendezte: Kolozsi Angéla)
- Villám gazdit keres (Bemutató: Jurányi Ház, 2021. november 14., rendezte: Turbuly Lilla)

## Külső hivatkozások
https://librarius.hu/2014/07/24/hogyan-lesz-bironobol-irono/ http://www.kutszelistilus.hu/szinhaz/interju/609-a-szakma-egy-resze-igenyli-a-kritikai-visszajelzest